# Manuel Bernardes
Pour les articles homonymes, voir Bernardes.
Manuel Bernardes est un écrivain moraliste, religieux et prédicateur portugais de la fin du XVIIe et du début du XVIIIe siècle.

## Biographie
Manuel Bernardes fréquente le collège jésuite de Saint Antão puis l'Université de Coimbra, où il obtient le grade de maître en arts et de bachelier en théologie et droit canonique. Il entre au séminaire, où il devient si populaire que D. João de Melo, évêque de Viseu, le nomme confesseur.
En 1674, désirant s'isoler, il entre dans la Congrégation de l'Oratoire, au couvent du Espírito Santo, à Lisbonne. Il y vit pendant 36 ans, se consacrant à la composition de ses œuvres, au travers desquelles il a essayé d'exercer une action moralisante, utilisant la critique des mœurs et faisant appel à l'émotion plus qu'au développement intellectuel de la doctrine. On peut observer dans ses écrits un esprit crédule et pacifique, capable de transmettre la spiritualité de la vie contemplative dans un style littéraire simple et élégant, en pleine époque baroque.

## Principales œuvres
- Exercícios Espirituais e Meditações da Via Purgativa (1686)
- Pão Partido em Pequeninos para os Pequeninos da Casa de Deus (1696)
- Luz e Calor: Obra Espiritual para os Que Tratam do Exercício de Virtudes e Caminhos da Perfeição (1696)
- Armas de Castidade  (1699)
- Meditações sobre os Principais Mistérios da Virgem Santíssima (1706)
- Nova Floresta ou Silva de Vários Apotegmas (cinq volumes publiés en 1706, 1708, 1711, 1726 et 1728 respectivement)
- Sermões e Práticas  (1711)
- Direcção para Ter os Nove Dias de Exercícios Espirituais (1725)
- Os Últimos Fins do Homem (1728)
- Estímulo Prático Para Seguir o Bem e Fugir do Mal (1730)